# Zakręcony (film 2000)
Zakręcony (ang. Bedazzled) – amerykańsko-niemiecka komedia z 2000 w reżyserii Harolda Ramisa. Remake brytyjskiego filmu Stanleya Donen Dusza na sprzedaż (1967).

## Treść
Elliot Richards to mężczyzna, który w swoim życiu nie osiągnął nigdy żadnych sukcesów ani zawodowych, ani osobistych. Jest zakochany w pięknej Alison, ale nie ma odwagi jej tego wyznać. Pewnego dnia spotyka Diabła, który objawia mu się pod postacią pięknej kobiety. Diabeł obiecuje zmienić jego życie w zamian za oddanie duszy.

## Główne role
- Brendan Fraser - Elliot Richards
- Elizabeth Hurley - Diablica
- Frances O’Connor - Alison/Nicole
- Miriam Shor - Carol/hostessa
- Orlando Jones - Dan/Esteban/osiłek z plaży
- Orlando Jones - Dan/Esteban
- Paul Adelstein - Bob/Roberto
- Toby Huss - Lance
- Gabriel Casseus - kumpel Elliota z celi